# Mochov (Hartmanice)
Mochov je malá vesnice, část města Hartmanice v okrese Klatovy v Plzeňském kraji. Nachází se asi pět kilometrů severozápadně od Hartmanic. Mochov leží v katastrálním území Mochov u Hartmanic o rozloze 2,05 km².

## Historie
První písemná zmínka o vesnici pochází z roku 1336.

## Obyvatelstvo
| Rok            | 1869 | 1880 | 1890 | 1900 | 1910 | 1921 | 1930 | 1950 | 1961 | 1970 | 1980 | 1991 | 2001 | 2011 | 2021 |
| -------------- | ---- | ---- | ---- | ---- | ---- | ---- | ---- | ---- | ---- | ---- | ---- | ---- | ---- | ---- | ---- |
| Počet obyvatel | 94   | 124  | 97   | 96   | 106  | 94   | 88   | 16   | 5    | 0    | 0    | 1    | 2    | 7    | 1    |
| Počet domů     | 13   | 13   | 11   | 14   | 14   | 14   | 15   | 14   | 14   | 0    | 0    | 2    | 3    | 5    | 3    |

## Obecní správa
Při sčítání lidu v letech 1850–1920 Mochov byl osadou obce Javoří v okrese Sušice. V letech 1921–1949 byl samostatnou obcí v okrese Sušice. V letech 1950–1959 byl osadou obce Těšov u Sušice v okrese Sušice. Od roku 1960 je částí města Hartmanice v okrese Klatovy.

## Pamětihodnosti
- Mochovské modříny, skupina památných stromů v osadě
- Mochovský jilm, památný strom při jihovýchodním okraji Mochova
- Vodní mlýn (Sterzmühle), čp. 10, na samotě v Pekelském údolí, kulturní památka[8]

## Galerie

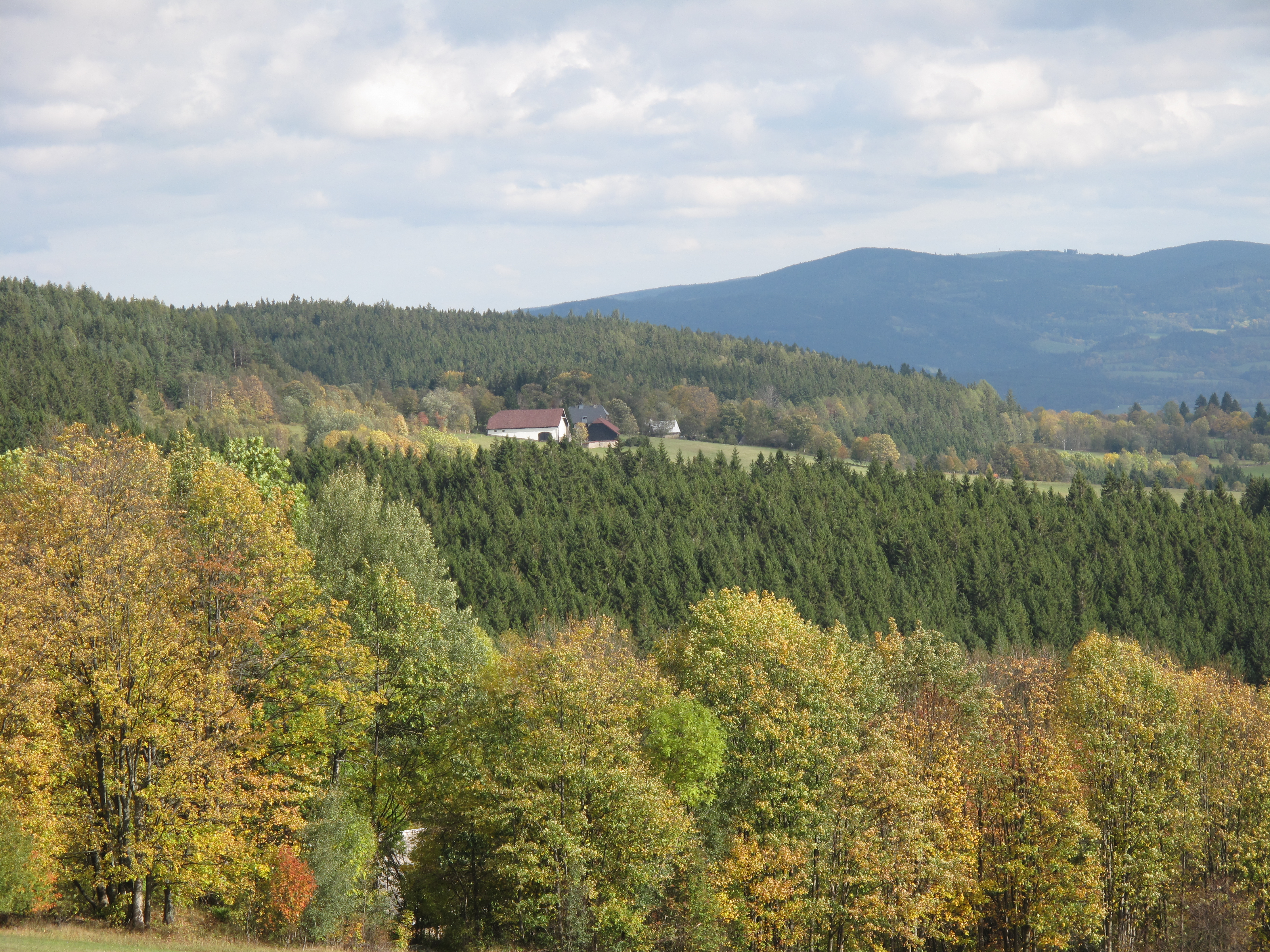
Pohled zdáli
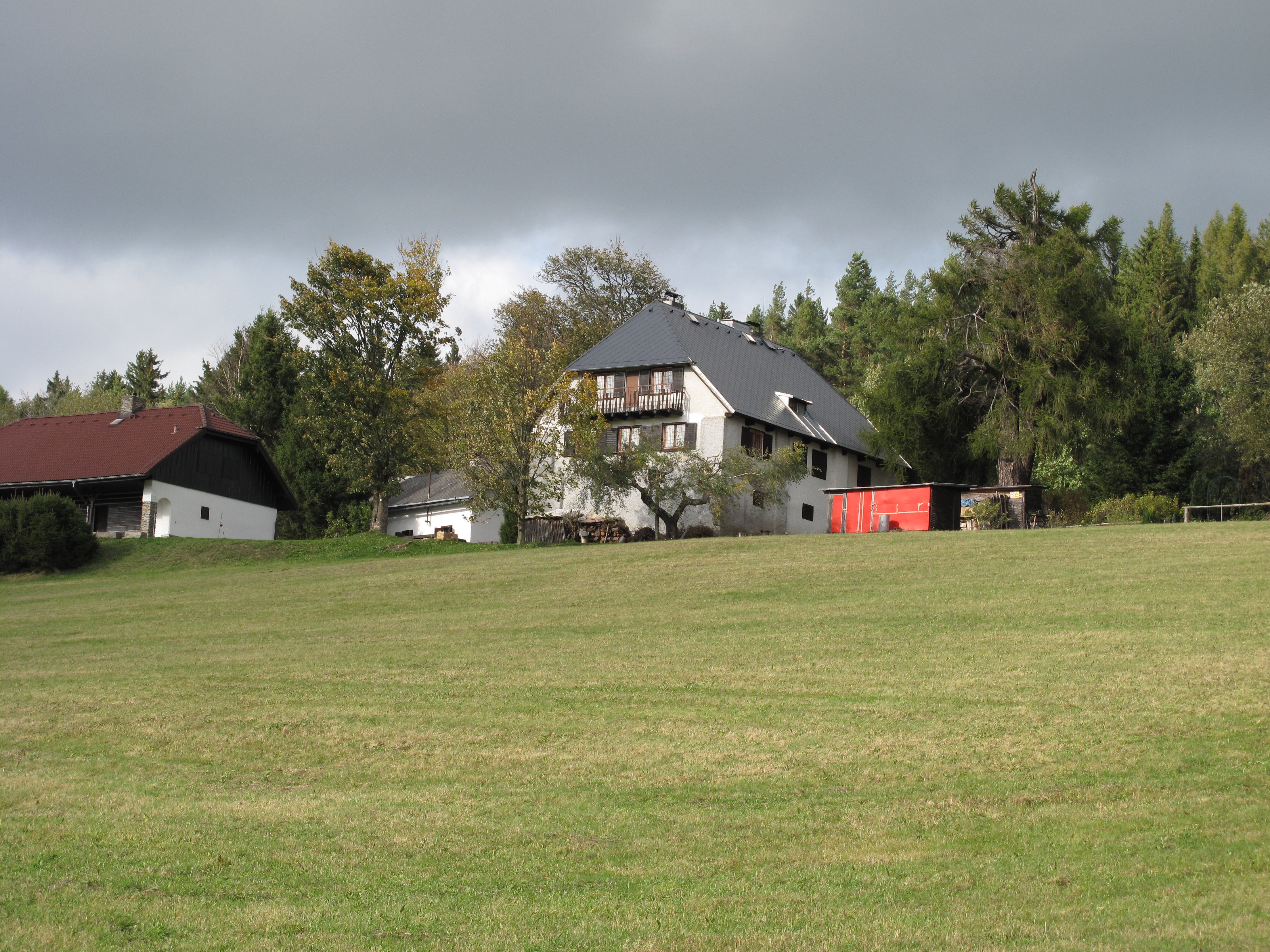
Domy
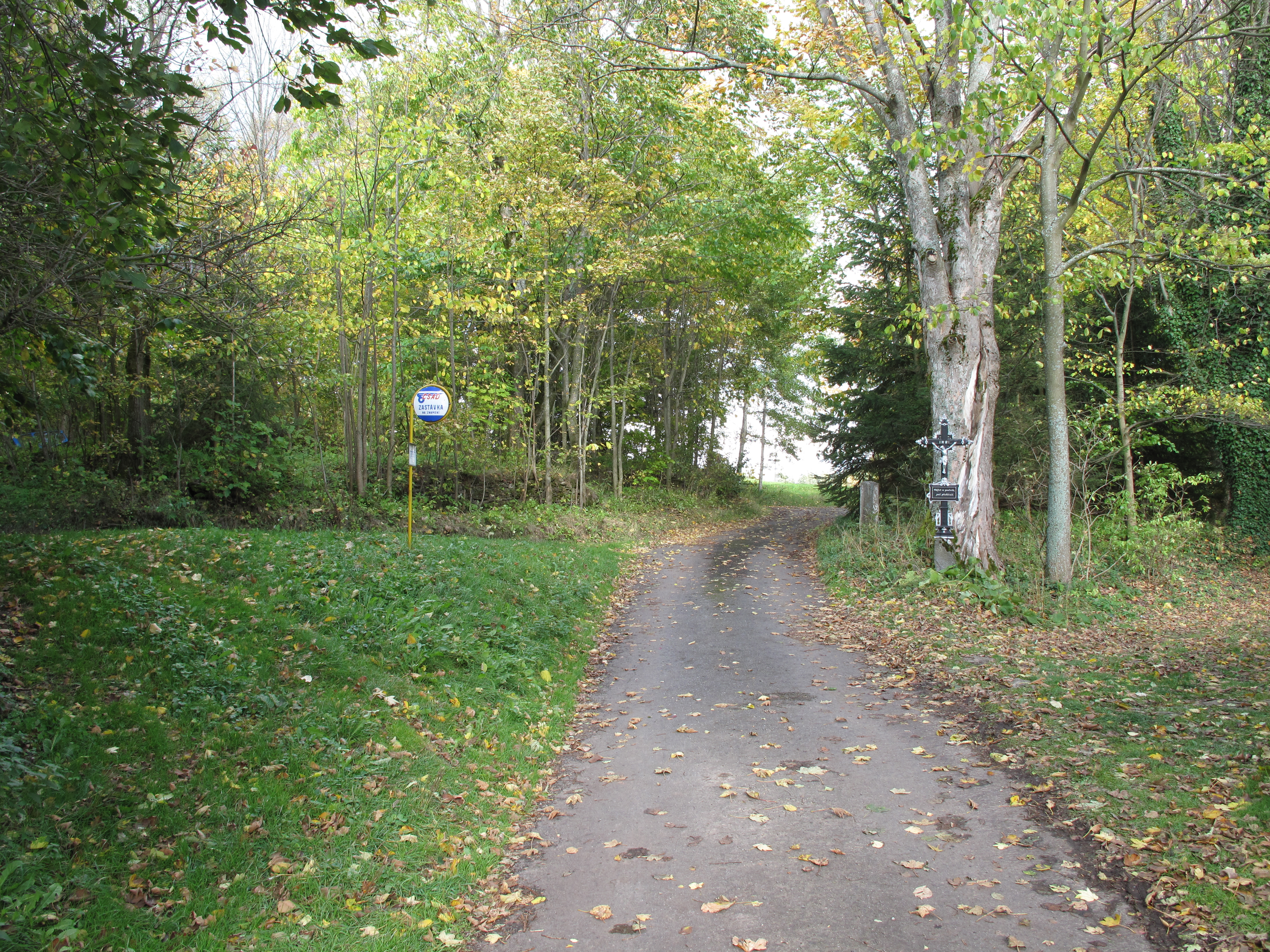
Střed obce s fiktivní zastávkou